# Nycerella neglecta
Nycerella neglecta är en spindelart som beskrevs av Galiano 1982. Nycerella neglecta ingår i släktet Nycerella och familjen hoppspindlar. Inga underarter finns listade i Catalogue of Life.